# Карташово (Омская область)
Карташо́во — деревня в Муромцевском районе Омской области России. Входит в состав Артынского сельского поселения.

## История
Основана в 1767 году. В 1928 году село Карташево состояло из 205 хозяйств, основное население — русские. В административном отношении являлось центром Карташевского сельсовета Большереченского района Тарского округа Сибирского края.

## Население
| 1926 | 2010 |
| ---- | ---- |
| 861  | ↘402 |

## Улицы
| - пер. 1-й, - пер. 2-й, - пер. 3-й, - ул. Заготзерновская, | - ул. Кароя Лигети, - ул. Нефтебазовская, - ул. Центральная, - ул. Школьная. |